# 傷だらけの仁清
『傷だらけの仁清』（きずだらけのじんせい）は、猿渡哲也による日本の漫画。『ビジネスジャンプ』（集英社）にて連載された。

## あらすじ
姓は永井、名は仁清。この世に生まれた時から、親に「いらない子」とゴミ置き場に捨てられた男は、「絆」を求め極道の世界に入り、剣林弾雨を受けても怯まず、素手で敵対する者を倒す事から、「ステゴロ仁清」と伝説の漢として恐れられていた。ある日、円城寺の一人娘のあゆみを助けたことから、仁清の新たな人生が始まった。

## 登場人物
声の項はVOMIC版のもの。

### 主要人物
永井 仁清（ながい じんせい）
声 - 小山力也
主人公。集英館組に所属していた元ヤクザで、通称「ステゴロ仁清」。身長190cm、体重130kg。戦う際は常に素手であり、人間離れした強靭な肉体を武器とする。全身に88箇所の傷跡があり、極道の世界でも「伝説の漢」と恐怖と尊敬の対象とされている。川で溺れかけていた少女あゆみを救ったことから父親である警察署長の円城寺と知り合い、集英館組解散後は円城寺家に勤める。頭髪が薄いことを気にしている。
几帳面な一面があり、住まいのアパートの自室は整理・整頓されていて綺麗である。また、貯金が趣味であり、ヤクザの頃から定期預金を心掛けており、蜥蜴捕獲の際に依頼金の前金を支払うために定期預金を解約して1000万円工面した。
同じ猿渡作品の『高校鉄拳伝タフ』や『TOUGH』に登場する宮沢静虎とは、武道家としてのライバルである。かつて静虎に敗れ、それから実に20年後同じ場所で再び決闘し、互いの成長を見届けあう。その決闘でも仁清は敗れるが、さらに10年後、同じ場所での再戦を晴れ晴れと約束し合うなど、両者の間には奇妙な友情がある。そのエピソードは『タフ外伝 OTON』で語られている。ただしパラレルワールドの可能性がある（作者は鬼龍というタフの登場人物のパラレルストーリーを書いている。また、仁清が不良グループを叩きのめし10年の刑を受けるというのは本作の仁清では明確にそぐわない）。
円城寺 正義（えんじょうじ まさよし）
声 - 大黒和広
円城寺家の当主であり國分侍警察署長。両親をヤクザに殺害された過去から、ヤクザを極端に嫌っている。名前の通り正義感に溢れ誠実な性格で仁清の事も本当の家族のように思っており、出所後の仁清を心から家に迎え入れた。坂巻組長からも「忠犬のご主人」と言われたが、仁清を本当の家族のように思っている。国家公務員I種をトップでクリアした切れ者。大学卒業後、歩いて日本一周の旅をしていた。その途中に両親が殺され、警察官僚になって実行犯を捕まえると決意する。犬アレルギー。
石野と下村の策略によりスキャンダルで窮地に立たされ解決はしたものの、警察官僚内でも下村の影響力があると悟った正義は署長を辞職、不動産業を営む傍ら、下村と対決する決意をした。
単行本第1巻のプロローグ1.2では事故死により故人となっており、本編は正義が事故死するまでの出来事が語られている。
円城寺 小百合（えんじょうじ さゆり）
声 - 佐久間紅美
円城寺正義の妻で、あゆみの母親。円城寺流生花教室の家元も務めている。慈愛に満ちた性格で、夫の正義同様、仁清を本当の家族のように思っている。
仁清も心から慕い、想いを寄せているが、「狂おしいほど惚れても愛してはいけない女性」とその気持ちを胸の奥にしまっている。
円城寺 あゆみ（えんじょうじ あゆみ）
声 - 加藤英美里
円城寺正義の一人娘。仁清からは「お嬢」と呼ばれる。テーブルマナーやスイミングスクール、プロローグではヴァイオリンまで習っている。仁清の事を実の家族のように懐いている。

### 集英館組
坂巻 十蔵（さかまき じゅうぞう）
声 - 金光宣明
集英館組組長。仁清が生涯仕えると決めた親。かつて関東最強の武闘派として恐れられていた。しかし、敵対関係にあったシンヤ興業の襲撃で左半身が麻痺してしまい、現在は車椅子で生活しており、町金をやっている。襲撃の前に集英館組を解散し、跡目を指名することなく極道の世界からは引退したが、仁清との関係は今もなお健在。蜥蜴捕獲の際も協力した。組を解散した今でもヤクザの世界では影響力がある。戦争をしないために政治があると語る穏健派でもあり、シンヤ興業との抗争も、相手側が一方的に仕掛けたものだった。また、円城寺とも連絡を取り合うなどして、友好な関係を築いている。
多湖（たこ）
仁清の弟分。組が解散した後も、坂巻や仁清との付き合いを続けている。既婚しており、子供もいる。以前は無職だったが、円城寺の紹介で、現在は清掃会社勤務。現在も仁清の協力者として、救出や要人の警護などの仕事を行う。

### 学集連合会
左 善五郎（ひだり ぜんごろう）
学集連合会最高顧問。仁清とは刑務所内で出会う。偽善を最も嫌う。仁清のことは、収監中の学集連合会組員との一件以来、一端の男として認めており、盃をもらわないかと誘ったが、断られた。その後、集英館組系のヤクザ達に刺されそうになったところを庇い、仁清を助けた。出所時に挨拶は出来なかったが、仁清の事を思い浮かべながら笑っていた。
金原 銀次（かねはら ぎんじ）
まむしの銀二と呼ばれる殺し屋。かつて坂巻を殺そうとしたが、仁清により失敗。笑い者になり、収監中も復讐の機会を狙っていた。なお、この暗殺未遂事件をきっかけに、学集連合会は解散している。復讐のため、円城寺の妻を誘拐するが、再び仁清に倒された。二丁拳銃で殺しを行う。
荒金 清正（あらがね きよまさ）
学集連合会の特攻隊、甲本組の男。自分でも驚くほどの悲惨な行為に手を染める。彼をリーダーとする荒金軍団はその驚異的な実行の速さとあまりに残酷なことから地球最凶生命体と呼ばれる。また、荒金自身は中学生の時に父親を殺害しその臓器を犬に食わせたとされる。実際は父親から母とともに悲惨な暴力を受けており、母親は自殺、自身も死にかけた事があった。そのため復讐として父親を殺害するに至る。石野を始末した後、須和の生存を玉堂から聞かされ、殺害しようとする。結果として円城寺と仁清の待ち伏せに遭って失敗するも、あえて自分自身を撃ち抜き、集中治療室に潜り込み、須和の殺害に成功、しかし傷に負担をかけたことが原因で逃亡中に死亡した。なお、死んだ時に彼が握り締めていたネクタイは、玉堂と同じドクロマークであり、彼の玉堂に対する忠誠の証だった。その忠誠心と信念は、仁清に敵ながら天晴れと言わせたほどである。
熊茂 義人（くましげ よしと）
学集連合会幹部で、組織のナンバー2。熊茂組組長。極道の世界で頂点に君臨すると言われている超大物で、還暦過ぎとは思えない屈強な体格の持ち主。円城寺と仁清を狙う金近万蔵とは友好関係であり、東名銀行頭取の犬飼から金近を仲介に不正な金を得ている（正確には金近の関連企業に南新宿支店長本田顕市を通しての迂回融資による分配）。また、仁清に田上が自分の兄弟分であったと嘘をつき、仁清を試したり、その結果気に入るなど、仁清を好いている面もある。円城寺の叔父が経営する円城寺興産が所持するホテルやゴルフ場を会社ごと乗っ取る金近の計略にも力を貸すが、後に金近が仁清がスパイであることを見破り、監禁して拷問にかけるも、円城寺夫妻の勇気ある行動によって金近本人と荒金軍団が逮捕されるという逆転劇で、自身にも捜査の手が及び、殺人教唆容疑で逮捕された。
田上（たがみ）
声 - 遠藤大智
学集連合会系シンヤ興業組長。坂巻襲撃を実行後、仁清に組事務所を襲撃され、ボコボコにされた。他の組員たちも全滅した。
エス丸
シンヤ興業の殺し屋。極度のサディスト。人をいたぶることを最大の快楽としている。坂巻を襲った張本人。仁清に重傷を負わせるも、倒された。後に金近万蔵に雇われて再び仁清の前に出現、拷問を実行するも、仁清のとっさの機転で立場が逆転し、あえなく倒された。

### 中王新重組
中城 剛毅（なかしろ ごうき）
中王新重組組長。不動産マニア。欲しい土地はどんな手でも使って奪い取る。円城寺の両親殺害に深く関わる。トカゲに若原殺害を依頼した。竹内と同じく、仁清にしめられた。しかし、円城寺の両親殺害をトカゲに依頼したわけではなく、真の依頼主と思われる人物と何らかの利害関係があったと推測される。
竹内 清宝（たけうち せいほう）
中王新重組若頭。重度の薬物中毒。田沼同様跡目を狙うが、それは野心や面子の為ではなく、保身のため。田沼に困っていた若原にシャブを安く売ってやると持ちかけた。田沼死亡後、組長である中城の命令であゆみを襲わせたため、仁清にしめられ、警察に逮捕された。
田沼 優（たぬま ゆう）
中王新重組若頭補佐。一流大卒。跡目を約束されていた。国分寺警察署の若原警部と手を組んで、シャブを流していた。円城寺のことを目障りに思っており、多湖を脅して殺させようとした。しかし、銃身に詰め物をした銃を渡し、署長の前で多湖が死ぬことでスキャンダルを起こすことが真の狙いだった。その事が仁清にばれ、組事務所に殴り込みをかけられた件で、若頭である竹内にケジメを取れと言われ、仁清を殺そうと襲いかかる。しかし、殺す寸前まで追い込んだところで、若原に射殺されてしまった。

### 須和組
カルロス 佐藤（カルロスさとう）
日系3世のブラジル人。かつて須和組に籍を置いていた。しかし日本のヤクザの体制に馴染めず、ついには組長を殴り倒してしまう。その後、海外逃亡を続けていたが、妹であるマリアを探すため、帰国。かつての親である組長の須和を捕まえ、居場所を吐かせようとした。しかし、須和は何も知らず、マリアがすでに殺されていたことを、仁清に知らされた。仁清とは、円城寺の家内に声をかけたときに知り合った。当初、仁清とはいい関係ではなかったが、のちに和解、協力し合うようになった。銃は苦手だが、素手での喧嘩は相当なもの。仁清の相棒を名乗るようになった。　
須和（すわ）
須和組組長。かつてカルロスの親だった人物。しかしカルロスが組を抜けてから、懸賞金をかけて彼を追っていた。なお、マリアを自分の愛人にしようとして失敗。殴り倒されたのはその時だった。マリアを殺したのは彼であり、円城寺をはめるエサとして使うつもりで殺していた。自分は下種だと自覚しており、ゆえにヤクザを生業とすると語る。石野とは裏で手を組んでいた。最後はカルロスを捕まえ殺しかけるも、多湖の介入により立場が逆転しカルロスに射殺されかけたが、仁清が「黒幕を吐かせるため殺すな」と止めたため、助かる。しかし、黒幕である下村玉堂のことを、洗いざらい吐くこととなった。警察に逮捕されるが、護送中に荒金の仕向けたトラックにパトカーごと跳ね飛ばされ、意識不明の重体で集中治療室に入院、最終的に荒金の執念により死亡した。

### 政財界
石野 竜男（いしの たつお）
小判鮫の石野と呼ばれるクラブリシャンテのオーナー。裏社会と政財界を仲介、調停をするフィクサー。50億あればどんな政治家でも大臣にしてやると豪語するなど、政治家たちとは強いコネクションで繋がっている。円城寺をはめようと須和と手を組んでカルロスの妹マリアの殺人を行い、マスコミを操る。その後、自分たちと下村が話しているところを盗み聞きしていた仁清とカルロスを捕らえる事に成功。しかし事件に気付いた坂巻の送り込んだ多湖の介入で立場が逆転、須和と同じく下村のことを吐く羽目になった。須和同様、護送中荒金の仕向けた刺客に襲われ、病院へ搬送される前に死亡した。
下村 玉堂（しもむら ぎょくどう）
昭和の巨魁と呼ばれる事件の黒幕。毎日人間の生き血を飲んでいるという黒い噂が流れている（実際はスッポンの血）。蜥蜴を雇い円城寺の両親を殺させた張本人。しかしその後、蜥蜴も脅迫で自殺に追い込んだ。石野以上に強力な政財界への繋がりを持つ。髑髏マークの袴と紋付を愛用するが、それはドクロの杖を持ち、日頃から死をわきまえておくという、一休宗純の教えに因む。また、日本最大の広域指定暴力団である学集連合会とも繋がっている。
蜥蜴（とかげ）
本名・年齢・生年月日、本籍を始めとする全てが一切不明の「伝説の殺し屋」。居合い切りの達人で、主に普段携帯している仕込杖で殺人を行う。下村子飼いの殺し屋でもあり、20年前に円城寺の両親を下村の命により殺害している（殺害方法も素人の犯行に見せるため、わざと急所を外して残酷に殺害した）。
用心深い性格で、殺人依頼を受ける時もインターネットの特別な裏サイトで代理人が依頼を受けてから依頼人の身元を調査、前金の1000万円を支払って初めて蜥蜴と面談をして依頼を引き受ける。
若林を中城の依頼により殺害、憤怒し捕獲しようとする仁清の策に嵌まり、激怒して仁清と対峙したが、仁清の捨て身の攻撃に倒され警察に身柄を拘束された。
警察の取調べ時に、円城寺自ら両親殺害の質問をし、自ら殺害した事を自白（時効が成立したため罪にはならない）、下村の依頼である事を隠すため自ら舌を噛んで自殺を図ろうとするも、仁清が前歯を折っていたため未遂に終わったが、結局下村の脅迫（行方をくらましていた女房と子供の居場所が分かり、逆らうと殺されてしまうため）により、留置所内で首を吊って自殺した。

## ラジオドラマ
2008年には、集英社の音声・動画配信サイト『s-cast.net』においてVOMIC（音声つき漫画）として配信されている（全4回）。
キャスト
主要担当声優は上述。ここではそれ以外のキャストについて記す。
- 男の子1 - 津川祝子
- 運転手 - 大林洋平
- ヤクザ1 - 上田燿司
- 尼田 - ふくまつ進紗

## 単行本
- 猿渡哲也『傷だらけの仁清』 集英社（ヤングジャンプコミックス）、全15巻
  1. ISBN 978-4-08-877190-8
  2. ISBN 978-4-08-877236-3
  3. ISBN 978-4-08-877298-1
  4. ISBN 978-4-08-877370-4
  5. ISBN 978-4-08-877432-9
  6. ISBN 978-4-08-877514-2
  7. ISBN 978-4-08-877603-3
  8. ISBN 978-4-08-877669-9
  9. ISBN 978-4-08-877745-0
  10. ISBN 978-4-08-877815-0
  11. ISBN 978-4-08-879001-5
  12. ISBN 978-4-08-879065-7
  13. ISBN 978-4-08-879136-4
  14. ISBN 978-4-08-879205-7
  15. ISBN 978-4-08-879260-6